# Tour de Turquía 2022
La 57.ª edición del Tour de Turquía fue una carrera de ciclismo en ruta por etapas que se celebró entre el 10 y el 17 de abril de 2022 con inicio en la ciudad de Bodrum y final en la ciudad de Estambul en Turquía. El recorrido constó de un total de 8 etapas sobre una distancia total de 1303 km.
La carrera hizo parte del circuito UCI ProSeries 2022 dentro de la categoría 2.Pro y fue ganada por el neozelandés Patrick Bevin del Israel-Premier Tech. Completaron el podio, como segundo y tercer clasificado respectivamente, el australiano Jay Vine del Alpecin-Fenix y el argentino Eduardo Sepúlveda del Drone Hopper-Androni Giocattoli.

## Equipos participantes
Tomaron la partida un total de 25 equipos, de los cuales 6 son de categoría UCI WorldTeam, 12 UCI ProTeam y 7 Continental, quienes conformaron un pelotón de 169 ciclistas  de los cuales terminaron 147. Los equipos participantes fueron:
| WorldTeams (6)- Astana Qazaqstan Team - Bora-Hansgrohe - BikeExchange-Jayco - Team DSM - Israel-Premier Tech - Lotto-Soudal ProTeams (12)- Alpecin-Fenix - Arkéa-Samsic - Bardiani-CSF-Faizanè - Burgos-BH - Caja Rural-Seguros RGA - Drone Hopper-Androni Giocattoli - Eolo-Kometa - Euskaltel-Euskadi - Equipo Kern Pharma - Human Powered Health - Team Novo Nordisk - Uno-X Pro Cycling Team Equipos continentales (7)- Bike Aid - Global 6 Cycling - China Glory Continental Cycling Team - Wildlife Generation Pro Cycling - Salcano Sakarya BB - Spor Toto Cycling Team - Saris Rouvy Sauerland Team |
| |

## Recorrido
| Etapa     | Fecha     | Recorrido           | type             | Distancia (km) | Desnivel (m) | Ganador           | Líder             |
| --------- | --------- | ------------------- | ---------------- | -------------- | ------------ | ----------------- | ----------------- |
| 1.ª etapa | 10 de abr | Bodrum – Kuşadası   | etapa escarpada  | 202            | 2046 m       | Caleb Ewan        | Caleb Ewan        |
| 2.ª etapa | 11 de abr | Selçuk – Alaçatı    | etapa escarpada  | 156,4          | 1492 m       | Kaden Groves      | Kaden Groves      |
| 3.ª etapa | 12 de abr | Çeşme – Esmirna     | etapa llana      | 117,9          | 778 m        | Jasper Philipsen  | Jasper Philipsen  |
| 4.ª etapa | 13 de abr | Konak – Manisa      | etapa de montaña | 186,1          | 1831 m       | Eduardo Sepúlveda | Eduardo Sepúlveda |
| 5.ª etapa | 14 de abr | Manisa – Ayvalık    | etapa llana      | 186,1          | 845 m        | Samuel Welsford   | Eduardo Sepúlveda |
| 6.ª etapa | 15 de abr | Akçay – Eceabat     | etapa escarpada  | 201,5          | 2127 m       | Caleb Ewan        | Eduardo Sepúlveda |
| 7.ª etapa | 16 de abr | Galípoli – Tekirdağ | etapa de montaña | 131,3          | 2268 m       | Patrick Bevin     | Patrick Bevin     |
| 8.ª etapa | 17 de abr | Estambul – Estambul | etapa escarpada  | 137,8          | 1057 m       | etapa cancelada   | Patrick Bevin     |

## Desarrollo de la carrera

### 1.ª etapa
| Bodrum - Kuşadası | etapa escarpada | (202 km) |

| \| Clasificación de la etapa \| Clasificación de la etapa \| Clasificación de la etapa \| Clasificación de la etapa \| Clasificación de la etapa \| \| Ciclista \| Ciclista \| Equipo \| Tiempo \| \| \| ------------------------- \| ------------------------- \| ------------------------------- \| ------------------------- \| ------------------------- \| \| 1.º \| Caleb Ewan \| Lotto-Soudal \| 46 h 21 min 35 s \| \| \| 2.º \| Jasper Philipsen \| Alpecin-Fenix \| + 0 s \| \| \| 3.º \| Kaden Groves \| BikeExchange-Jayco \| + 0 s \| \| \| 4.º \| Danny van Poppel \| Bora-Hansgrohe \| + 0 s \| \| \| 5.º \| Rick Zabel \| Israel-Premier Tech \| + 0 s \| \| \| 6.º \| Cees Bol \| Team DSM \| + 0 s \| \| \| 7.º \| Mirco Maestri \| Eolo-Kometa \| + 0 s \| \| \| 8.º \| Miguel Ángel Fernández \| Global 6 Cycling \| + 0 s \| \| \| 9.º \| Filippo Tagliani \| Drone Hopper-Androni Giocattoli \| + 0 s \| \| \| 10.º \| Carlos Canal \| Euskaltel-Euskadi \| + 0 s \| \| |                        |                                 |                  |
| |                        |                                 |                  |
| Fuente: ProCyclingStats |                        |                                 |                  |
| Clasificación de la etapa |                        |                                 |                  |
| Ciclista | Ciclista               | Equipo                          | Tiempo           |
| 1.º | Caleb Ewan             | Lotto-Soudal                    | 46 h 21 min 35 s |
| 2.º | Jasper Philipsen       | Alpecin-Fenix                   | + 0 s            |
| 3.º | Kaden Groves           | BikeExchange-Jayco              | + 0 s            |
| 4.º | Danny van Poppel       | Bora-Hansgrohe                  | + 0 s            |
| 5.º | Rick Zabel             | Israel-Premier Tech             | + 0 s            |
| 6.º | Cees Bol               | Team DSM                        | + 0 s            |
| 7.º | Mirco Maestri          | Eolo-Kometa                     | + 0 s            |
| 8.º | Miguel Ángel Fernández | Global 6 Cycling                | + 0 s            |
| 9.º | Filippo Tagliani       | Drone Hopper-Androni Giocattoli | + 0 s            |
| 10.º | Carlos Canal           | Euskaltel-Euskadi               | + 0 s            |

| \| Clasificación general \| Clasificación general \| Clasificación general \| Clasificación general \| Clasificación general \| \| Ciclista \| Ciclista \| Equipo \| Tiempo \| \| \| --------------------- \| ---------------------- \| ------------------------------- \| --------------------- \| --------------------- \| \| 1.º \| Caleb Ewan \| Lotto-Soudal \| 46 h 21 min 25 s \| \| \| 2.º \| Jasper Philipsen \| Alpecin-Fenix \| + 4 s \| \| \| 3.º \| Kaden Groves \| BikeExchange-Jayco \| + 6 s \| \| \| 4.º \| Danny van Poppel \| Bora-Hansgrohe \| + 10 s \| \| \| 5.º \| Rick Zabel \| Israel-Premier Tech \| + 10 s \| \| \| 6.º \| Cees Bol \| Team DSM \| + 10 s \| \| \| 7.º \| Mirco Maestri \| Eolo-Kometa \| + 10 s \| \| \| 8.º \| Miguel Ángel Fernández \| Global 6 Cycling \| + 10 s \| \| \| 9.º \| Filippo Tagliani \| Drone Hopper-Androni Giocattoli \| + 10 s \| \| \| 10.º \| Carlos Canal \| Euskaltel-Euskadi \| + 10 s \| \| |                        |                                 |                  |
| |                        |                                 |                  |
| Fuente: ProCyclingStats |                        |                                 |                  |
| Clasificación general |                        |                                 |                  |
| Ciclista | Ciclista               | Equipo                          | Tiempo           |
| 1.º | Caleb Ewan             | Lotto-Soudal                    | 46 h 21 min 25 s |
| 2.º | Jasper Philipsen       | Alpecin-Fenix                   | + 4 s            |
| 3.º | Kaden Groves           | BikeExchange-Jayco              | + 6 s            |
| 4.º | Danny van Poppel       | Bora-Hansgrohe                  | + 10 s           |
| 5.º | Rick Zabel             | Israel-Premier Tech             | + 10 s           |
| 6.º | Cees Bol               | Team DSM                        | + 10 s           |
| 7.º | Mirco Maestri          | Eolo-Kometa                     | + 10 s           |
| 8.º | Miguel Ángel Fernández | Global 6 Cycling                | + 10 s           |
| 9.º | Filippo Tagliani       | Drone Hopper-Androni Giocattoli | + 10 s           |
| 10.º | Carlos Canal           | Euskaltel-Euskadi               | + 10 s           |

### 2.ª etapa
| Selçuk - Alaçatı | etapa escarpada | (156,4 km) |

| \| Clasificación de la etapa \| Clasificación de la etapa \| Clasificación de la etapa \| Clasificación de la etapa \| Clasificación de la etapa \| \| Ciclista \| Ciclista \| Equipo \| Tiempo \| \| \| ------------------------- \| ------------------------- \| ------------------------- \| ------------------------- \| ------------------------- \| \| 1.º \| Kaden Groves \| BikeExchange-Jayco \| 4 h 02 min 11 s \| \| \| 2.º \| Jasper Philipsen \| Alpecin-Fenix \| + 0 s \| \| \| 3.º \| Sam Bennett \| Bora-Hansgrohe \| + 0 s \| \| \| 4.º \| Cees Bol \| Team DSM \| + 0 s \| \| \| 5.º \| Caleb Ewan \| Lotto-Soudal \| + 0 s \| \| \| 6.º \| Jasper De Buyst \| Lotto-Soudal \| + 0 s \| \| \| 7.º \| Danny van Poppel \| Bora-Hansgrohe \| + 0 s \| \| \| 8.º \| Miguel Ángel Fernández \| Global 6 Cycling \| + 0 s \| \| \| 9.º \| Rick Zabel \| Israel-Premier Tech \| + 0 s \| \| \| 10.º \| Giovanni Lonardi \| Eolo-Kometa \| + 0 s \| \| |                        |                     |                 |
| |                        |                     |                 |
| Fuente: ProCyclingStats |                        |                     |                 |
| Clasificación de la etapa |                        |                     |                 |
| Ciclista | Ciclista               | Equipo              | Tiempo          |
| 1.º | Kaden Groves           | BikeExchange-Jayco  | 4 h 02 min 11 s |
| 2.º | Jasper Philipsen       | Alpecin-Fenix       | + 0 s           |
| 3.º | Sam Bennett            | Bora-Hansgrohe      | + 0 s           |
| 4.º | Cees Bol               | Team DSM            | + 0 s           |
| 5.º | Caleb Ewan             | Lotto-Soudal        | + 0 s           |
| 6.º | Jasper De Buyst        | Lotto-Soudal        | + 0 s           |
| 7.º | Danny van Poppel       | Bora-Hansgrohe      | + 0 s           |
| 8.º | Miguel Ángel Fernández | Global 6 Cycling    | + 0 s           |
| 9.º | Rick Zabel             | Israel-Premier Tech | + 0 s           |
| 10.º | Giovanni Lonardi       | Eolo-Kometa         | + 0 s           |

| \| Clasificación general \| Clasificación general \| Clasificación general \| Clasificación general \| Clasificación general \| \| Ciclista \| Ciclista \| Equipo \| Tiempo \| \| \| --------------------- \| ---------------------- \| ------------------------------- \| --------------------- \| --------------------- \| \| 1.º \| Kaden Groves \| BikeExchange-Jayco \| 8 h 40 min 12 s \| \| \| 2.º \| Jasper Philipsen \| Alpecin-Fenix \| + 2 s \| \| \| 3.º \| Caleb Ewan \| Lotto-Soudal \| + 4 s \| \| \| 4.º \| Cees Bol \| Team DSM \| + 14 s \| \| \| 5.º \| Danny van Poppel \| Bora-Hansgrohe \| + 14 s \| \| \| 6.º \| Rick Zabel \| Israel-Premier Tech \| + 14 s \| \| \| 7.º \| Miguel Ángel Fernández \| Global 6 Cycling \| + 14 s \| \| \| 8.º \| Scott McGill \| Wildlife Generation Pro Cycling \| + 14 s \| \| \| 9.º \| Filippo Tagliani \| Drone Hopper-Androni Giocattoli \| + 14 s \| \| \| 10.º \| Patrick Bevin \| Israel-Premier Tech \| + 14 s \| \| |                        |                                 |                 |
| |                        |                                 |                 |
| Fuente: ProCyclingStats |                        |                                 |                 |
| Clasificación general |                        |                                 |                 |
| Ciclista | Ciclista               | Equipo                          | Tiempo          |
| 1.º | Kaden Groves           | BikeExchange-Jayco              | 8 h 40 min 12 s |
| 2.º | Jasper Philipsen       | Alpecin-Fenix                   | + 2 s           |
| 3.º | Caleb Ewan             | Lotto-Soudal                    | + 4 s           |
| 4.º | Cees Bol               | Team DSM                        | + 14 s          |
| 5.º | Danny van Poppel       | Bora-Hansgrohe                  | + 14 s          |
| 6.º | Rick Zabel             | Israel-Premier Tech             | + 14 s          |
| 7.º | Miguel Ángel Fernández | Global 6 Cycling                | + 14 s          |
| 8.º | Scott McGill           | Wildlife Generation Pro Cycling | + 14 s          |
| 9.º | Filippo Tagliani       | Drone Hopper-Androni Giocattoli | + 14 s          |
| 10.º | Patrick Bevin          | Israel-Premier Tech             | + 14 s          |

### 3.ª etapa
| Çeşme - Esmirna | etapa llana | (117,9 km) |

| \| Clasificación de la etapa \| Clasificación de la etapa \| Clasificación de la etapa \| Clasificación de la etapa \| Clasificación de la etapa \| \| Ciclista \| Ciclista \| Equipo \| Tiempo \| \| \| ------------------------- \| ------------------------- \| ------------------------------- \| ------------------------- \| ------------------------- \| \| 1.º \| Jasper Philipsen \| Alpecin-Fenix \| 2 h 35 min 19 s \| \| \| 2.º \| Kaden Groves \| BikeExchange-Jayco \| + 0 s \| \| \| 3.º \| Miguel Ángel Fernández \| Global 6 Cycling \| + 0 s \| \| \| 4.º \| Daniel McLay \| Arkéa-Samsic \| + 0 s \| \| \| 5.º \| Alberto Dainese \| Team DSM \| + 0 s \| \| \| 6.º \| Mihkel Räim \| Burgos-BH \| + 0 s \| \| \| 7.º \| Iúri Leitão \| Caja Rural-Seguros RGA \| + 0 s \| \| \| 8.º \| Sam Bennett \| Bora-Hansgrohe \| + 0 s \| \| \| 9.º \| Filippo Tagliani \| Drone Hopper-Androni Giocattoli \| + 0 s \| \| \| 10.º \| Gleb Brussenskiy \| Astana Qazaqstan Team \| + 0 s \| \| |                        |                                 |                 |
| |                        |                                 |                 |
| Fuente: ProCyclingStats |                        |                                 |                 |
| Clasificación de la etapa |                        |                                 |                 |
| Ciclista | Ciclista               | Equipo                          | Tiempo          |
| 1.º | Jasper Philipsen       | Alpecin-Fenix                   | 2 h 35 min 19 s |
| 2.º | Kaden Groves           | BikeExchange-Jayco              | + 0 s           |
| 3.º | Miguel Ángel Fernández | Global 6 Cycling                | + 0 s           |
| 4.º | Daniel McLay           | Arkéa-Samsic                    | + 0 s           |
| 5.º | Alberto Dainese        | Team DSM                        | + 0 s           |
| 6.º | Mihkel Räim            | Burgos-BH                       | + 0 s           |
| 7.º | Iúri Leitão            | Caja Rural-Seguros RGA          | + 0 s           |
| 8.º | Sam Bennett            | Bora-Hansgrohe                  | + 0 s           |
| 9.º | Filippo Tagliani       | Drone Hopper-Androni Giocattoli | + 0 s           |
| 10.º | Gleb Brussenskiy       | Astana Qazaqstan Team           | + 0 s           |

| \| Clasificación general \| Clasificación general \| Clasificación general \| Clasificación general \| Clasificación general \| \| Ciclista \| Ciclista \| Equipo \| Tiempo \| \| \| --------------------- \| ---------------------- \| ------------------------------- \| --------------------- \| --------------------- \| \| 1.º \| Jasper Philipsen \| Alpecin-Fenix \| 11 h 15 min 23 s \| \| \| 2.º \| Kaden Groves \| BikeExchange-Jayco \| + 2 s \| \| \| 3.º \| Caleb Ewan \| Lotto-Soudal \| + 12 s \| \| \| 4.º \| Miguel Ángel Fernández \| Global 6 Cycling \| + 18 s \| \| \| 5.º \| Scott McGill \| Wildlife Generation Pro Cycling \| + 19 s \| \| \| 6.º \| Léo Bouvier \| Bike Aid \| + 21 s \| \| \| 7.º \| Filippo Tagliani \| Drone Hopper-Androni Giocattoli \| + 22 s \| \| \| 8.º \| Rick Zabel \| Israel-Premier Tech \| + 22 s \| \| \| 9.º \| Geórgios Boúglas \| Spor Toto Cycling Team \| + 22 s \| \| \| 10.º \| Cees Bol \| Team DSM \| + 22 s \| \| |                        |                                 |                  |
| |                        |                                 |                  |
| Fuente: ProCyclingStats |                        |                                 |                  |
| Clasificación general |                        |                                 |                  |
| Ciclista | Ciclista               | Equipo                          | Tiempo           |
| 1.º | Jasper Philipsen       | Alpecin-Fenix                   | 11 h 15 min 23 s |
| 2.º | Kaden Groves           | BikeExchange-Jayco              | + 2 s            |
| 3.º | Caleb Ewan             | Lotto-Soudal                    | + 12 s           |
| 4.º | Miguel Ángel Fernández | Global 6 Cycling                | + 18 s           |
| 5.º | Scott McGill           | Wildlife Generation Pro Cycling | + 19 s           |
| 6.º | Léo Bouvier            | Bike Aid                        | + 21 s           |
| 7.º | Filippo Tagliani       | Drone Hopper-Androni Giocattoli | + 22 s           |
| 8.º | Rick Zabel             | Israel-Premier Tech             | + 22 s           |
| 9.º | Geórgios Boúglas       | Spor Toto Cycling Team          | + 22 s           |
| 10.º | Cees Bol               | Team DSM                        | + 22 s           |

### 4.ª etapa
| Konak - Manisa | etapa de montaña | (186,1 km) |

| \| Clasificación de la etapa \| Clasificación de la etapa \| Clasificación de la etapa \| Clasificación de la etapa \| Clasificación de la etapa \| \| Ciclista \| Ciclista \| Equipo \| Tiempo \| \| \| ------------------------- \| -------------------------- \| ------------------------------------ \| ------------------------- \| ------------------------- \| \| 1.º \| Eduardo Sepúlveda \| Drone Hopper-Androni Giocattoli \| 3 h 48 min 38 s \| \| \| 2.º \| Patrick Bevin \| Israel-Premier Tech \| + 15 s \| \| \| 3.º \| Harm Vanhoucke \| Lotto-Soudal \| + 15 s \| \| \| 4.º \| Nairo Quintana \| Arkéa-Samsic \| + 15 s \| \| \| 5.º \| Jay Vine \| Alpecin-Fenix \| + 15 s \| \| \| 6.º \| Dawit Yemane \| Bike Aid \| + 20 s \| \| \| 7.º \| Sean Bennett \| China Glory Continental Cycling Team \| + 24 s \| \| \| 8.º \| Adne van Engelen \| Bike Aid \| + 38 s \| \| \| 9.º \| Nicolas Edet \| Arkéa-Samsic \| + 38 s \| \| \| 10.º \| Anders Halland Johannessen \| Uno-X Pro Cycling Team \| + 41 s \| \| |                            |                                      |                 |
| |                            |                                      |                 |
| Fuente: ProCyclingStats |                            |                                      |                 |
| Clasificación de la etapa |                            |                                      |                 |
| Ciclista | Ciclista                   | Equipo                               | Tiempo          |
| 1.º | Eduardo Sepúlveda          | Drone Hopper-Androni Giocattoli      | 3 h 48 min 38 s |
| 2.º | Patrick Bevin              | Israel-Premier Tech                  | + 15 s          |
| 3.º | Harm Vanhoucke             | Lotto-Soudal                         | + 15 s          |
| 4.º | Nairo Quintana             | Arkéa-Samsic                         | + 15 s          |
| 5.º | Jay Vine                   | Alpecin-Fenix                        | + 15 s          |
| 6.º | Dawit Yemane               | Bike Aid                             | + 20 s          |
| 7.º | Sean Bennett               | China Glory Continental Cycling Team | + 24 s          |
| 8.º | Adne van Engelen           | Bike Aid                             | + 38 s          |
| 9.º | Nicolas Edet               | Arkéa-Samsic                         | + 38 s          |
| 10.º | Anders Halland Johannessen | Uno-X Pro Cycling Team               | + 41 s          |

| \| Clasificación general \| Clasificación general \| Clasificación general \| Clasificación general \| Clasificación general \| \| Ciclista \| Ciclista \| Equipo \| Tiempo \| \| \| --------------------- \| -------------------------- \| ------------------------------------ \| --------------------- \| --------------------- \| \| 1.º \| Eduardo Sepúlveda \| Drone Hopper-Androni Giocattoli \| 15 h 04 min 18 s \| \| \| 2.º \| Patrick Bevin \| Israel-Premier Tech \| + 14 s \| \| \| 3.º \| Jay Vine \| Alpecin-Fenix \| + 25 s \| \| \| 4.º \| Harm Vanhoucke \| Lotto-Soudal \| + 37 s \| \| \| 5.º \| Anders Halland Johannessen \| Uno-X Pro Cycling Team \| + 46 s \| \| \| 6.º \| Nicolas Edet \| Arkéa-Samsic \| + 53 s \| \| \| 7.º \| Dawit Yemane \| Bike Aid \| + 53 s \| \| \| 8.º \| Sean Bennett \| China Glory Continental Cycling Team \| + 57 s \| \| \| 9.º \| Mustafa Sayar \| Sakarya BB Pro Team \| + 1 min 10 s \| \| \| 10.º \| Henri Vandenabeele \| Team DSM \| + 1 min 12 s \| \| |                            |                                      |                  |
| |                            |                                      |                  |
| Fuente: ProCyclingStats |                            |                                      |                  |
| Clasificación general |                            |                                      |                  |
| Ciclista | Ciclista                   | Equipo                               | Tiempo           |
| 1.º | Eduardo Sepúlveda          | Drone Hopper-Androni Giocattoli      | 15 h 04 min 18 s |
| 2.º | Patrick Bevin              | Israel-Premier Tech                  | + 14 s           |
| 3.º | Jay Vine                   | Alpecin-Fenix                        | + 25 s           |
| 4.º | Harm Vanhoucke             | Lotto-Soudal                         | + 37 s           |
| 5.º | Anders Halland Johannessen | Uno-X Pro Cycling Team               | + 46 s           |
| 6.º | Nicolas Edet               | Arkéa-Samsic                         | + 53 s           |
| 7.º | Dawit Yemane               | Bike Aid                             | + 53 s           |
| 8.º | Sean Bennett               | China Glory Continental Cycling Team | + 57 s           |
| 9.º | Mustafa Sayar              | Sakarya BB Pro Team                  | + 1 min 10 s     |
| 10.º | Henri Vandenabeele         | Team DSM                             | + 1 min 12 s     |

### 5.ª etapa
| Manisa - Ayvalık | etapa llana | (186,1 km) |

| \| Clasificación de la etapa \| Clasificación de la etapa \| Clasificación de la etapa \| Clasificación de la etapa \| Clasificación de la etapa \| \| Ciclista \| Ciclista \| Equipo \| Tiempo \| \| \| ------------------------- \| ------------------------- \| ------------------------- \| ------------------------- \| ------------------------- \| \| 1.º \| Samuel Welsford \| Team DSM \| 4 h 13 min 49 s \| \| \| 2.º \| Jasper Philipsen \| Alpecin-Fenix \| + 0 s \| \| \| 3.º \| Arvid de Kleijn \| Human Powered Health \| + 0 s \| \| \| 4.º \| Rick Zabel \| Israel-Premier Tech \| + 0 s \| \| \| 5.º \| Itamar Einhorn \| Israel-Premier Tech \| + 0 s \| \| \| 6.º \| Daniel McLay \| Arkéa-Samsic \| + 0 s \| \| \| 7.º \| Caleb Ewan \| Lotto-Soudal \| + 0 s \| \| \| 8.º \| Cees Bol \| Team DSM \| + 0 s \| \| \| 9.º \| Sacha Modolo \| Bardiani CSF Faizanè \| + 0 s \| \| \| 10.º \| Andrea Peron \| Team Novo Nordisk \| + 0 s \| \| |                  |                      |                 |
| |                  |                      |                 |
| Fuente: ProCyclingStats |                  |                      |                 |
| Clasificación de la etapa |                  |                      |                 |
| Ciclista | Ciclista         | Equipo               | Tiempo          |
| 1.º | Samuel Welsford  | Team DSM             | 4 h 13 min 49 s |
| 2.º | Jasper Philipsen | Alpecin-Fenix        | + 0 s           |
| 3.º | Arvid de Kleijn  | Human Powered Health | + 0 s           |
| 4.º | Rick Zabel       | Israel-Premier Tech  | + 0 s           |
| 5.º | Itamar Einhorn   | Israel-Premier Tech  | + 0 s           |
| 6.º | Daniel McLay     | Arkéa-Samsic         | + 0 s           |
| 7.º | Caleb Ewan       | Lotto-Soudal         | + 0 s           |
| 8.º | Cees Bol         | Team DSM             | + 0 s           |
| 9.º | Sacha Modolo     | Bardiani CSF Faizanè | + 0 s           |
| 10.º | Andrea Peron     | Team Novo Nordisk    | + 0 s           |

| \| Clasificación general \| Clasificación general \| Clasificación general \| Clasificación general \| Clasificación general \| \| Ciclista \| Ciclista \| Equipo \| Tiempo \| \| \| --------------------- \| -------------------------- \| ------------------------------------ \| --------------------- \| --------------------- \| \| 1.º \| Eduardo Sepúlveda \| Drone Hopper-Androni Giocattoli \| 19 h 18 min 07 s \| \| \| 2.º \| Patrick Bevin \| Israel-Premier Tech \| + 13 s \| \| \| 3.º \| Jay Vine \| Alpecin-Fenix \| + 25 s \| \| \| 4.º \| Harm Vanhoucke \| Lotto-Soudal \| + 37 s \| \| \| 5.º \| Anders Halland Johannessen \| Uno-X Pro Cycling Team \| + 46 s \| \| \| 6.º \| Nicolas Edet \| Arkéa-Samsic \| + 53 s \| \| \| 7.º \| Dawit Yemane \| Bike Aid \| + 53 s \| \| \| 8.º \| Sean Bennett \| China Glory Continental Cycling Team \| + 57 s \| \| \| 9.º \| Mustafa Sayar \| Sakarya BB Pro Team \| + 1 min 10 s \| \| \| 10.º \| Henri Vandenabeele \| Team DSM \| + 1 min 12 s \| \| |                            |                                      |                  |
| |                            |                                      |                  |
| Fuente: ProCyclingStats |                            |                                      |                  |
| Clasificación general |                            |                                      |                  |
| Ciclista | Ciclista                   | Equipo                               | Tiempo           |
| 1.º | Eduardo Sepúlveda          | Drone Hopper-Androni Giocattoli      | 19 h 18 min 07 s |
| 2.º | Patrick Bevin              | Israel-Premier Tech                  | + 13 s           |
| 3.º | Jay Vine                   | Alpecin-Fenix                        | + 25 s           |
| 4.º | Harm Vanhoucke             | Lotto-Soudal                         | + 37 s           |
| 5.º | Anders Halland Johannessen | Uno-X Pro Cycling Team               | + 46 s           |
| 6.º | Nicolas Edet               | Arkéa-Samsic                         | + 53 s           |
| 7.º | Dawit Yemane               | Bike Aid                             | + 53 s           |
| 8.º | Sean Bennett               | China Glory Continental Cycling Team | + 57 s           |
| 9.º | Mustafa Sayar              | Sakarya BB Pro Team                  | + 1 min 10 s     |
| 10.º | Henri Vandenabeele         | Team DSM                             | + 1 min 12 s     |

### 6.ª etapa
| Akçay - Eceabat | etapa escarpada | (201,5 km) |

| \| Clasificación de la etapa \| Clasificación de la etapa \| Clasificación de la etapa \| Clasificación de la etapa \| Clasificación de la etapa \| \| Ciclista \| Ciclista \| Equipo \| Tiempo \| \| \| ------------------------- \| ------------------------- \| ------------------------- \| ------------------------- \| ------------------------- \| \| 1.º \| Caleb Ewan \| Lotto-Soudal \| 4 h 54 min 00 s \| \| \| 2.º \| Jasper Philipsen \| Alpecin-Fenix \| + 0 s \| \| \| 3.º \| Danny van Poppel \| Bora-Hansgrohe \| + 0 s \| \| \| 4.º \| Patrick Bevin \| Israel-Premier Tech \| + 0 s \| \| \| 5.º \| Campbell Stewart \| BikeExchange-Jayco \| + 0 s \| \| \| 6.º \| Jasper De Buyst \| Lotto-Soudal \| + 0 s \| \| \| 7.º \| Kaden Groves \| BikeExchange-Jayco \| + 0 s \| \| \| 8.º \| Eduard Prades \| Caja Rural-Seguros RGA \| + 0 s \| \| \| 9.º \| Antonio Angulo \| Euskaltel-Euskadi \| + 0 s \| \| \| 10.º \| Francesco Gavazzi \| Eolo-Kometa \| + 0 s \| \| |                   |                        |                 |
| |                   |                        |                 |
| Fuente: ProCyclingStats |                   |                        |                 |
| Clasificación de la etapa |                   |                        |                 |
| Ciclista | Ciclista          | Equipo                 | Tiempo          |
| 1.º | Caleb Ewan        | Lotto-Soudal           | 4 h 54 min 00 s |
| 2.º | Jasper Philipsen  | Alpecin-Fenix          | + 0 s           |
| 3.º | Danny van Poppel  | Bora-Hansgrohe         | + 0 s           |
| 4.º | Patrick Bevin     | Israel-Premier Tech    | + 0 s           |
| 5.º | Campbell Stewart  | BikeExchange-Jayco     | + 0 s           |
| 6.º | Jasper De Buyst   | Lotto-Soudal           | + 0 s           |
| 7.º | Kaden Groves      | BikeExchange-Jayco     | + 0 s           |
| 8.º | Eduard Prades     | Caja Rural-Seguros RGA | + 0 s           |
| 9.º | Antonio Angulo    | Euskaltel-Euskadi      | + 0 s           |
| 10.º | Francesco Gavazzi | Eolo-Kometa            | + 0 s           |

| \| Clasificación general \| Clasificación general \| Clasificación general \| Clasificación general \| Clasificación general \| \| Ciclista \| Ciclista \| Equipo \| Tiempo \| \| \| --------------------- \| -------------------------- \| ------------------------------------ \| --------------------- \| --------------------- \| \| 1.º \| Eduardo Sepúlveda \| Drone Hopper-Androni Giocattoli \| 24 h 12 min 07 s \| \| \| 2.º \| Patrick Bevin \| Israel-Premier Tech \| + 11 s \| \| \| 3.º \| Jay Vine \| Alpecin-Fenix \| + 25 s \| \| \| 4.º \| Harm Vanhoucke \| Lotto-Soudal \| + 37 s \| \| \| 5.º \| Anders Halland Johannessen \| Uno-X Pro Cycling Team \| + 46 s \| \| \| 6.º \| Nicolas Edet \| Arkéa-Samsic \| + 53 s \| \| \| 7.º \| Dawit Yemane \| Bike Aid \| + 53 s \| \| \| 8.º \| Sean Bennett \| China Glory Continental Cycling Team \| + 57 s \| \| \| 9.º \| Mustafa Sayar \| Sakarya BB Pro Team \| + 1 min 10 s \| \| \| 10.º \| Henri Vandenabeele \| Team DSM \| + 1 min 12 s \| \| |                            |                                      |                  |
| |                            |                                      |                  |
| Fuente: ProCyclingStats |                            |                                      |                  |
| Clasificación general |                            |                                      |                  |
| Ciclista | Ciclista                   | Equipo                               | Tiempo           |
| 1.º | Eduardo Sepúlveda          | Drone Hopper-Androni Giocattoli      | 24 h 12 min 07 s |
| 2.º | Patrick Bevin              | Israel-Premier Tech                  | + 11 s           |
| 3.º | Jay Vine                   | Alpecin-Fenix                        | + 25 s           |
| 4.º | Harm Vanhoucke             | Lotto-Soudal                         | + 37 s           |
| 5.º | Anders Halland Johannessen | Uno-X Pro Cycling Team               | + 46 s           |
| 6.º | Nicolas Edet               | Arkéa-Samsic                         | + 53 s           |
| 7.º | Dawit Yemane               | Bike Aid                             | + 53 s           |
| 8.º | Sean Bennett               | China Glory Continental Cycling Team | + 57 s           |
| 9.º | Mustafa Sayar              | Sakarya BB Pro Team                  | + 1 min 10 s     |
| 10.º | Henri Vandenabeele         | Team DSM                             | + 1 min 12 s     |

### 7.ª etapa
| Galípoli - Tekirdağ | etapa de montaña | (131,3 km) |

| \| Clasificación de la etapa \| Clasificación de la etapa \| Clasificación de la etapa \| Clasificación de la etapa \| Clasificación de la etapa \| \| Ciclista \| Ciclista \| Equipo \| Tiempo \| \| \| ------------------------- \| ------------------------- \| ------------------------- \| ------------------------- \| ------------------------- \| \| 1.º \| Patrick Bevin \| Israel-Premier Tech \| 3 h 21 min 02 s \| \| \| 2.º \| Jay Vine \| Alpecin-Fenix \| + 2 s \| \| \| 3.º \| Nicolas Edet \| Arkéa-Samsic \| + 4 s \| \| \| 4.º \| Jasper Philipsen \| Alpecin-Fenix \| + 41 s \| \| \| 5.º \| Jasper De Buyst \| Lotto-Soudal \| + 41 s \| \| \| 6.º \| Danny van Poppel \| Bora-Hansgrohe \| + 41 s \| \| \| 7.º \| Francesco Gavazzi \| Eolo-Kometa \| + 41 s \| \| \| 8.º \| Dylan Sunderland \| Global 6 Cycling \| + 41 s \| \| \| 9.º \| Corbin Strong \| Israel-Premier Tech \| + 41 s \| \| \| 10.º \| Henri Vandenabeele \| Team DSM \| + 41 s \| \| |                    |                     |                 |
| |                    |                     |                 |
| Fuente: ProCyclingStats |                    |                     |                 |
| Clasificación de la etapa |                    |                     |                 |
| Ciclista | Ciclista           | Equipo              | Tiempo          |
| 1.º | Patrick Bevin      | Israel-Premier Tech | 3 h 21 min 02 s |
| 2.º | Jay Vine           | Alpecin-Fenix       | + 2 s           |
| 3.º | Nicolas Edet       | Arkéa-Samsic        | + 4 s           |
| 4.º | Jasper Philipsen   | Alpecin-Fenix       | + 41 s          |
| 5.º | Jasper De Buyst    | Lotto-Soudal        | + 41 s          |
| 6.º | Danny van Poppel   | Bora-Hansgrohe      | + 41 s          |
| 7.º | Francesco Gavazzi  | Eolo-Kometa         | + 41 s          |
| 8.º | Dylan Sunderland   | Global 6 Cycling    | + 41 s          |
| 9.º | Corbin Strong      | Israel-Premier Tech | + 41 s          |
| 10.º | Henri Vandenabeele | Team DSM            | + 41 s          |

| \| Clasificación general \| Clasificación general \| Clasificación general \| Clasificación general \| Clasificación general \| \| Ciclista \| Ciclista \| Equipo \| Tiempo \| \| \| --------------------- \| -------------------------- \| ------------------------------------ \| --------------------- \| --------------------- \| \| 1.º \| Patrick Bevin \| Israel-Premier Tech \| 27 h 33 min 10 s \| \| \| 2.º \| Jay Vine \| Alpecin-Fenix \| + 20 s \| \| \| 3.º \| Eduardo Sepúlveda \| Drone Hopper-Androni Giocattoli \| + 40 s \| \| \| 4.º \| Nicolas Edet \| Arkéa-Samsic \| + 52 s \| \| \| 5.º \| Harm Vanhoucke \| Lotto-Soudal \| + 1 min 17 s \| \| \| 6.º \| Anders Halland Johannessen \| Uno-X Pro Cycling Team \| + 1 min 26 s \| \| \| 7.º \| Dawit Yemane \| Bike Aid \| + 1 min 33 s \| \| \| 8.º \| Sean Bennett \| China Glory Continental Cycling Team \| + 1 min 37 s \| \| \| 9.º \| Mustafa Sayar \| Sakarya BB Pro Team \| + 1 min 50 s \| \| \| 10.º \| Henri Vandenabeele \| Team DSM \| + 1 min 52 s \| \| |                            |                                      |                  |
| |                            |                                      |                  |
| Fuente: ProCyclingStats |                            |                                      |                  |
| Clasificación general |                            |                                      |                  |
| Ciclista | Ciclista                   | Equipo                               | Tiempo           |
| 1.º | Patrick Bevin              | Israel-Premier Tech                  | 27 h 33 min 10 s |
| 2.º | Jay Vine                   | Alpecin-Fenix                        | + 20 s           |
| 3.º | Eduardo Sepúlveda          | Drone Hopper-Androni Giocattoli      | + 40 s           |
| 4.º | Nicolas Edet               | Arkéa-Samsic                         | + 52 s           |
| 5.º | Harm Vanhoucke             | Lotto-Soudal                         | + 1 min 17 s     |
| 6.º | Anders Halland Johannessen | Uno-X Pro Cycling Team               | + 1 min 26 s     |
| 7.º | Dawit Yemane               | Bike Aid                             | + 1 min 33 s     |
| 8.º | Sean Bennett               | China Glory Continental Cycling Team | + 1 min 37 s     |
| 9.º | Mustafa Sayar              | Sakarya BB Pro Team                  | + 1 min 50 s     |
| 10.º | Henri Vandenabeele         | Team DSM                             | + 1 min 52 s     |

### 8.ª etapa
| Estambul - Estambul | etapa escarpada | (137,8 km) |

Etapa cancelada

## Clasificaciones finales
- Las clasificaciones finalizaron de la siguiente forma:[1]

### Clasificación general
| \| Clasificación general \| Clasificación general \| Clasificación general \| Clasificación general \| Clasificación general \| \| Ciclista \| Ciclista \| Equipo \| Tiempo \| \| \| --------------------- \| -------------------------- \| ------------------------------------ \| --------------------- \| --------------------- \| \| 1.º \| Patrick Bevin \| Israel-Premier Tech \| 27 h 33 min 10 s \| \| \| 2.º \| Jay Vine \| Alpecin-Fenix \| + 20 s \| \| \| 3.º \| Eduardo Sepúlveda \| Drone Hopper-Androni Giocattoli \| + 40 s \| \| \| 4.º \| Nicolas Edet \| Arkéa-Samsic \| + 52 s \| \| \| 5.º \| Harm Vanhoucke \| Lotto-Soudal \| + 1 min 17 s \| \| \| 6.º \| Anders Halland Johannessen \| Uno-X Pro Cycling Team \| + 1 min 26 s \| \| \| 7.º \| Dawit Yemane \| Bike Aid \| + 1 min 33 s \| \| \| 8.º \| Sean Bennett \| China Glory Continental Cycling Team \| + 1 min 37 s \| \| \| 9.º \| Mustafa Sayar \| Sakarya BB Pro Team \| + 1 min 50 s \| \| \| 10.º \| Henri Vandenabeele \| Team DSM \| + 1 min 52 s \| \| |                            |                                      |                  |
| |                            |                                      |                  |
| Fuente: ProCyclingStats |                            |                                      |                  |
| Clasificación general |                            |                                      |                  |
| Ciclista | Ciclista                   | Equipo                               | Tiempo           |
| 1.º | Patrick Bevin              | Israel-Premier Tech                  | 27 h 33 min 10 s |
| 2.º | Jay Vine                   | Alpecin-Fenix                        | + 20 s           |
| 3.º | Eduardo Sepúlveda          | Drone Hopper-Androni Giocattoli      | + 40 s           |
| 4.º | Nicolas Edet               | Arkéa-Samsic                         | + 52 s           |
| 5.º | Harm Vanhoucke             | Lotto-Soudal                         | + 1 min 17 s     |
| 6.º | Anders Halland Johannessen | Uno-X Pro Cycling Team               | + 1 min 26 s     |
| 7.º | Dawit Yemane               | Bike Aid                             | + 1 min 33 s     |
| 8.º | Sean Bennett               | China Glory Continental Cycling Team | + 1 min 37 s     |
| 9.º | Mustafa Sayar              | Sakarya BB Pro Team                  | + 1 min 50 s     |
| 10.º | Henri Vandenabeele         | Team DSM                             | + 1 min 52 s     |

### Clasificación por puntos
| Clasificación por puntos | Clasificación por puntos | Clasificación por puntos | Clasificación por puntos | Clasificación por puntos |
| Ciclista                 | Ciclista                 | Equipo                   | Puntos                   |                          |
| ------------------------ | ------------------------ | ------------------------ | ------------------------ | ------------------------ |
| 1.º                      | Jasper Philipsen         | Alpecin-Fenix            | 88 pts                   |                          |
| 2.º                      | Kaden Groves             | BikeExchange-Jayco       | 56 pts                   |                          |
| 3.º                      | Caleb Ewan               | Lotto-Soudal             | 50 pts                   |                          |
| 4.º                      | Patrick Bevin            | Israel-Premier Tech      | 50 pts                   |                          |
| 5.º                      | Danny van Poppel         | Bora-Hansgrohe           | 44 pts                   |                          |
| 6.º                      | Jasper De Buyst          | Lotto-Soudal             | 31 pts                   |                          |
| 7.º                      | Cees Bol                 | Team DSM                 | 30 pts                   |                          |
| 8.º                      | Rick Zabel               | Israel-Premier Tech      | 30 pts                   |                          |
| 9.º                      | Jay Vine                 | Alpecin-Fenix            | 29 pts                   |                          |
| 10.º                     | Miguel Ángel Fernández   | Global 6 Cycling         | 29 pts                   |                          |

### Clasificación de la montaña
| Clasificación de la montaña | Clasificación de la montaña | Clasificación de la montaña     | Clasificación de la montaña | Clasificación de la montaña |
| Ciclista                    | Ciclista                    | Equipo                          | Puntos                      |                             |
| --------------------------- | --------------------------- | ------------------------------- | --------------------------- | --------------------------- |
| 1.º                         | Noah Granigan               | Wildlife Generation Pro Cycling | 14 pts                      |                             |
| 2.º                         | Eduardo Sepúlveda           | Drone Hopper-Androni Giocattoli | 10 pts                      |                             |
| 3.º                         | Nicolas Edet                | Arkéa-Samsic                    | 10 pts                      |                             |
| 4.º                         | Patrick Bevin               | Israel-Premier Tech             | 10 pts                      |                             |
| 5.º                         | Harm Vanhoucke              | Lotto-Soudal                    | 8 pts                       |                             |
| 6.º                         | Jay Vine                    | Alpecin-Fenix                   | 6 pts                       |                             |
| 7.º                         | Nickolas Zukowsky           | Human Powered Health            | 5 pts                       |                             |
| 8.º                         | Feritcan Şamlı              | Spor Toto Cycling Team          | 5 pts                       |                             |
| 9.º                         | Michiel Stockman            | Saris Rouvy Sauerland Team      | 3 pts                       |                             |
| 10.º                        | Julen Irizar                | Euskaltel-Euskadi               | 3 pts                       |                             |

### Clasificación de las metas volantes
| Clasificación de las metas volantes | Clasificación de las metas volantes | Clasificación de las metas volantes | Clasificación de las metas volantes | Clasificación de las metas volantes |
| Ciclista                            | Ciclista                            | Equipo                              | Puntos                              |                                     |
| ----------------------------------- | ----------------------------------- | ----------------------------------- | ----------------------------------- | ----------------------------------- |
| 1.º                                 | Batuhan Özgür                       | Sakarya BB Pro Team                 | 10 pts                              |                                     |
| 2.º                                 | Feritcan Şamlı                      | Spor Toto Cycling Team              | 6 pts                               |                                     |
| 3.º                                 | Noah Granigan                       | Wildlife Generation Pro Cycling     | 6 pts                               |                                     |
| 4.º                                 | Oğuzhan Tiryaki                     | Spor Toto Cycling Team              | 5 pts                               |                                     |
| 5.º                                 | Scott McGill                        | Wildlife Generation Pro Cycling     | 5 pts                               |                                     |

### Clasificación por equipos
| Clasificación por equipos | Clasificación por equipos            | Clasificación por equipos | Clasificación por equipos |
| Equipo                    | Equipo                               | Tiempo                    |                           |
| ------------------------- | ------------------------------------ | ------------------------- | ------------------------- |
| 1.º                       | Equipo Kern Pharma                   | 82 h 52 min 44 s          |                           |
| 2.º                       | Bike Aid                             | + 21 s                    |                           |
| 3.º                       | Eolo-Kometa                          | + 1 min 08 s              |                           |
| 4.º                       | Euskaltel-Euskadi                    | + 2 min 05 s              |                           |
| 5.º                       | Arkéa-Samsic                         | + 2 min 41 s              |                           |
| 6.º                       | Caja Rural-Seguros RGA               | + 3 min 53 s              |                           |
| 7.º                       | China Glory Continental Cycling Team | + 8 min 01 s              |                           |
| 8.º                       | BikeExchange-Jayco                   | + 10 min 03 s             |                           |
| 9.º                       | Drone Hopper-Androni Giocattoli      | + 11 min 22 s             |                           |
| 10.º                      | Global 6 Cycling                     | + 11 min 24 s             |                           |

## Evolución de las clasificaciones
| Etapa                   |                         | Ganador _         | Clasificación general | Puntos           | Montaña           | Metas volantes | Equipo _            |
| ----------------------- | ----------------------- | ----------------- | --------------------- | ---------------- | ----------------- | -------------- | ------------------- |
| 1.ª etapa               | etapa escarpada         | Caleb Ewan        | Caleb Ewan            | Caleb Ewan       | Nicolas Edet      | Vitaliy Buts   | Israel-Premier Tech |
| 2.ª etapa               | etapa escarpada         | Kaden Groves      | Kaden Groves          | Kaden Groves     | Noah Granigan     | Noah Granigan  | Israel-Premier Tech |
| 3.ª etapa               | etapa llana             | Jasper Philipsen  | Jasper Philipsen      | Jasper Philipsen | Noah Granigan     | Vitaliy Buts   | Israel-Premier Tech |
| 4.ª etapa               | etapa de montaña        | Eduardo Sepúlveda | Eduardo Sepúlveda     | Jasper Philipsen | Eduardo Sepúlveda | Vitaliy Buts   | Equipo Kern Pharma  |
| 5.ª etapa               | etapa llana             | Samuel Welsford   | Eduardo Sepúlveda     | Jasper Philipsen | Eduardo Sepúlveda | Vitaliy Buts   | Equipo Kern Pharma  |
| 6.ª etapa               | etapa escarpada         | Caleb Ewan        | Eduardo Sepúlveda     | Jasper Philipsen | Noah Granigan     | Batuhan Özgür  | Equipo Kern Pharma  |
| 7.ª etapa               | etapa de montaña        | Patrick Bevin     | Patrick Bevin         | Jasper Philipsen | Noah Granigan     | Batuhan Özgür  | Equipo Kern Pharma  |
| 8.ª etapa               | etapa escarpada         | etapa cancelada   | Patrick Bevin         | Jasper Philipsen | Noah Granigan     | Batuhan Özgür  | Equipo Kern Pharma  |
| Clasificaciones finales | Clasificaciones finales |                   | Patrick Bevin         | Jasper Philipsen | Noah Granigan     | Batuhan Özgür  | Equipo Kern Pharma  |

## UCI World Ranking
El Tour de Turquía otorgó puntos para el UCI World Ranking para corredores de los equipos en las categorías UCI WorldTeam, UCI ProTeam y Continental. Las siguientes tablas son el baremo de puntuación y los diez corredores que obtuvieron más puntos:
| Posición              | 1.º | 2.º | 3.º | 4.º | 5.º | 6.º | 7.º | 8.º | 9.º | 10.º | 11.º | 12.º | 13.º | 14.º | 15.º | 16.º-30.º | 31.º-40.º |
| Clasificación general | 200 | 150 | 125 | 100 | 85  | 70  | 60  | 50  | 40  | 35   | 30   | 25   | 20   | 15   | 10   | 5         | 3         |
| Por etapa             | 20  | 10  | 5   |     |     |     |     |     |     |      |      |      |      |      |      |           |           |
| Líder                 | 5   |     |     |     |     |     |     |     |     |      |      |      |      |      |      |           |           |

| Clasificación |                            |                                 |         |       |       |       |
| Posición      | Ciclista                   | Equipo                          | General | Etapa | Líder | Total |
| ------------- | -------------------------- | ------------------------------- | ------- | ----- | ----- | ----- |
| 1.º           | Patrick Bevin              | Israel-Premier Tech             | 200     | 30    | 5     | 235   |
| 2.º           | Jay Vine                   | Alpecin-Fenix                   | 150     | 10    | -     | 160   |
| 3.º           | Eduardo Sepúlveda          | Drone Hopper-Androni Giocattoli | 125     | 20    | 15    | 160   |
| 4.º           | Nicolas Edet               | Arkéa Samsic                    | 100     | 5     | -     | 105   |
| 5.º           | Harm Vanhoucke             | Lotto Soudal                    | 85      | 5     | -     | 90    |
| 6.º           | Anders Halland Johannessen | Uno-X                           | 70      | -     | -     | 70    |
| 7.º           | Jasper Philipsen           | Alpecin-Fenix                   | 3       | 60    | 5     | 68    |
| 8.º           | Dawit Yemane               | Bike Aid                        | 60      | -     | -     | 60    |
| 9.º           | Sean Bennett               | China Glory Continental         | 50      | -     | -     | 50    |
| 10.º          | Caleb Ewan                 | Lotto Soudal                    | -       | 40    | 5     | 45    |